# Cyrtocamenta pygidialis
Cyrtocamenta pygidialis är en skalbaggsart som beskrevs av Frey 1968. Cyrtocamenta pygidialis ingår i släktet Cyrtocamenta och familjen Melolonthidae. Inga underarter finns listade i Catalogue of Life.